# Das Bett

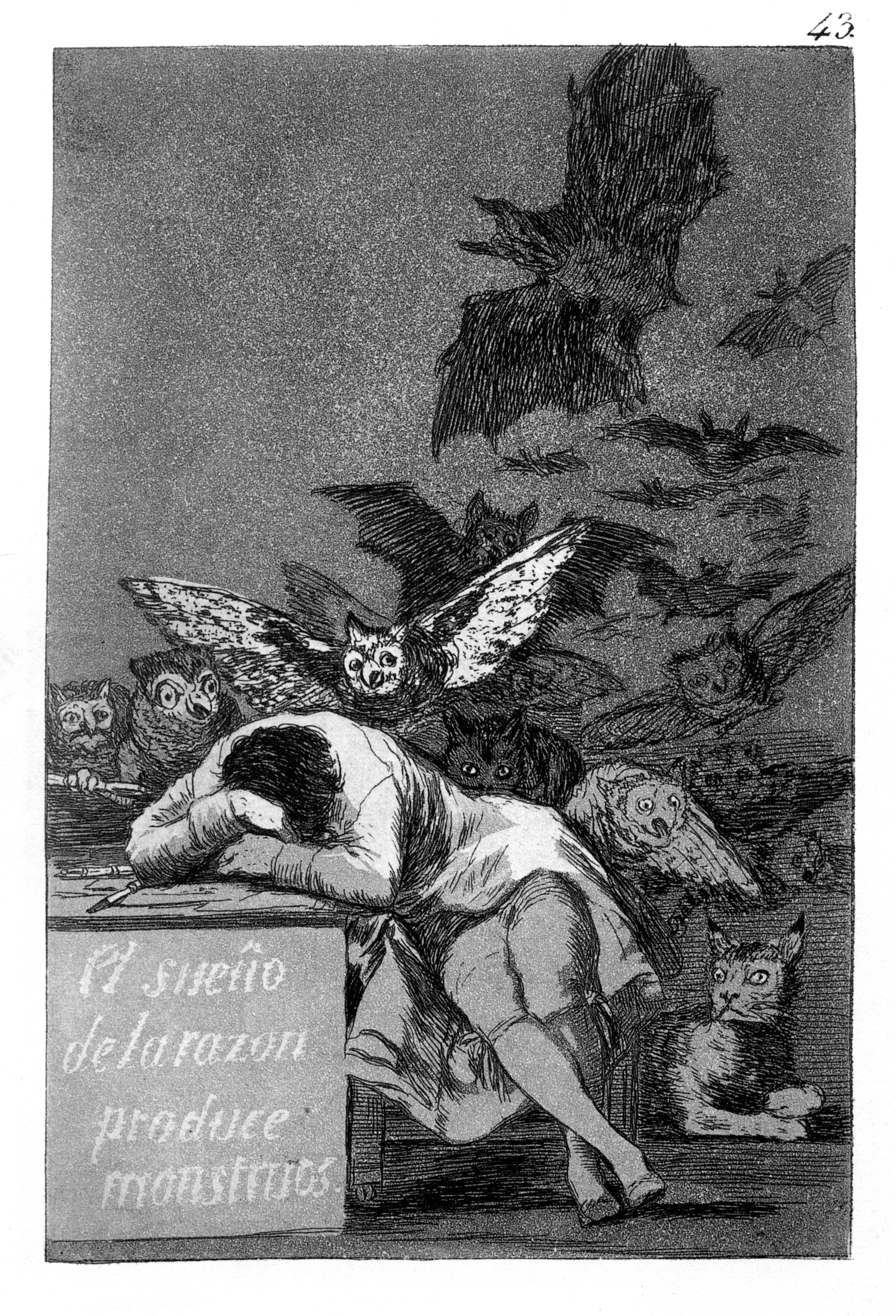
Der Schlaf der Vernunft gebiert Ungeheuer (Goya). Die „fiktiven Paläste [der Literatur] müssen in ihrem Innersten von einem realen Ungeheuer bewohnt sein wie von einem Minotaurus im Labyrinth des Königs Minos“

Das Bett ist der Titel eines zuerst 1983 erschienenen und 2002 in einer vom Autor neu durchgesehenen Ausgabe publizierten Romans des deutschen Schriftstellers Martin Mosebach.

## Handlungsübersicht
Der Roman schildert den Besuch Stephan Korns und seiner Mutter Florence im Frankfurt der Nachkriegszeit sowie seine unglückliche Liebe zur Tante des Erzählers. In eingeblendeten Rückblicken werden die Familiengeschichten und die Schicksale der Protagonisten, vorwiegend während des Zweiten Weltkrieges, entfaltet.
Hauptthematik ist die in den Teilüberschriften zum Ausdruck kommende Beziehungsproblematik des Protagonisten zu seiner Kinderfrau Agnes und seiner Mutter. Diese Konstellation symbolisiert die Entwurzelung bzw. die Identitätssuche und Neuorientierung des mit seinen Eltern nach New York emigrierten Sohnes einer jüdischen Familie.

### Die Geschichte Stephan Korns
Stephans Vater Willy, Sohn einer Frankfurter Unternehmerfamilie, lernt bei einem Aufenthalt in New York Florence Gutmann kennen, die Tochter einer reichen jüdischen Upper-Class-Familie. Sie akzeptiert seinen Heiratsantrag trotz ihres Empfindens, dass der bodenständig-hessische Ehemann nicht ihrer gesellschaftlichen Stellung entspricht. Nach der Heirat lebt sie mit ihm, der stolz darauf ist, eine derart repräsentative Frau in seine Heimat zurückgeführt zu haben, und den beiden Söhnen, Willy jun. und Stephan, als Nachbarn der Familie des Erzählers in einer Villa im Frankfurter Westend. Florence fühlt sich hier als in die Provinz versetzte Fremde. Die Erziehung Stephans überlässt sie Agnes, die vorher als Haushälterin bei Monsignore Eichhorn, dem Beichtvater der Mutter des Erzählers, gearbeitet hat. Zu ihr entwickelt das Kind eine enge gefühlsmäßige Bindung, was sich auch dadurch ausdrückt, dass Stephan später ihre für ihn gestrickten Pullover als Fetische aufbewahrt.
In der Biographie des Protagonisten spiegelt sich die Emigrationsgeschichte zahlreicher deutscher Juden: Gerade noch rechtzeitig vor Beginn des Zweiten Weltkrieges und der Judendeportation in Deutschland verkaufen die Korns ihre Fabrik sowie die Villa und retten sich in die Vereinigten Staaten. Der mit dem Vater des Erzählers gleichaltrige Stephan ist während des Krieges Kurier des US-Botschaft in Paris und beim Pétain-Regime in Vichy.
Bei einem seiner Paris Aufenthalte lernt er in der Wohnung des blinden Malers Bonetti die Baltin Aimée von Leven kennen (Dritter Teil, I), die nach der Besetzung Estlands durch Stalin mit Hilfe einer sozialistischen Jugendorganisation nach Westeuropa geflüchtete Tochter von ehemaligen Großgrundbesitzern (Zweiter Teil, II). Sie pflegt ihre ererbte disziplinierte Haltung der adeligen Überlebenskünstlerin und nutzt („sie wollte überhaupt niemals Schmerz empfinden“), da sie zu diesem Zeitpunkt ohne Geld und Pass ist und ihre Wirtin ihr gekündigt hat, durch ein raffiniert inszeniertes Spiel die Möglichkeit, mit Stephan in die Provence zu fliehen, und wird dort seine Geliebte (Dritter Teil, II). „Das warme Paradies des vegetativen Glücks“ in Narbonne, wo sie im Hotel Midi logieren, endet für beide, als die Besetzung Südfrankreichs durch deutsche Truppen bevorsteht und Aimée hofft, durch eine Heirat einen Pass für die Ausreise zu erhalten. Stephan vermutet, dass sie nur aus diesem taktischen Grund mit ihm eine Liebesbeziehung eingegangen ist. Auch will er keine feste Bindung und reist ohne sie nach Vichy ab. Doch kehrt er bald darauf beschämt an den Urlaubsort zurück und erfährt, dass seine Freundin und andere Flüchtlinge die Stadt bereits verlassen haben, um mit Hilfe einer Schlepperbande über die Grenze zu gelangen. Später hört er, dass diese Gruppe verraten und getötet wurde.
Nach dem Krieg lebt Stephan bei seinen Eltern in New York. Florence macht sich Gedanken über sein Phlegma, sein allgemeines Desinteresse und bespricht die Symptome mit dem Psychoanalytiker Dr. Tiroler, der wegen der Heilungserfolgsquote eigentlich nur Gesunde behandelt, jedoch bei dem Sohn seiner von ihm verehrten Nachbarin eine Ausnahme macht. Bei seinen Gesprächen verliebt er sich, allerdings ohne Hoffnung auf Realisierung, in Frau Korn und schlägt ihr vor, mit ihm zu einer C.G. Jung-Tagung in die Schweiz zu reisen. Er diagnostiziert nach seiner Theorie des Wunschtraums als Ersatzbefriedigung eine Sohn–Mutter–Bindung, die er auflösen möchte. Seine Versuche stoßen jedoch auf die Ablehnung des Patienten, dem das Interesse des Seelenarztes an seinem Innenleben als Eingriff in seine Privatsphäre vorkommt, wie auch auf das Unverständnis von dessen unsensiblem Vater, welcher seine Skepsis gegenüber der Psychoanalyse, die auch seine Frau zu erfassen droht, durch unhöfliche Bemerkungen mit südhessischem Akzent zum Ausdruck bringt: „[E]in [irrer] Patient pro Familie reicht.“
Tiroler empfiehlt eine Schocktherapie: Stephan wird zur Entwicklung seiner Persönlichkeit nach Frankfurt geschickt, um den Wiederaufbau der väterlichen Autoreifenfabrik bei Hanau zu kontrollieren (Erster Teil, II). Er fährt jedoch, anstatt sich um die Geschäfte zu kümmern, sofort zu Agnes’ Siedlungshäuschen in einer Vorstadtgegend und schläft dort tagsüber in einer Art Regressionszeit im Bett seiner Kinderfrau.
Zur weiteren Auffrischung seiner Erinnerungen besucht er den Vater des Erzählers. Dessen Schwägerin, eine Französischlehrerin am katholischen St. Ursula-Gymnasium, die zu diesem Zeitpunkt ihre Ferien bei der Familie ihrer älteren Schwester verbringt, verliebt sich bei einer Fahrt nach Würzburg zur ausgebrannten Residenz der Fürstbischöfe in den Gast.
Einige Tage später unternimmt Stephan auch einen Spaziergang durch den an das Westend anschließenden Stadtteil Bockenheim (Zweiter Teil, III und IV). Zusammen mit der Tante spürt er der Stimmung in einem alten geschlossenen Vorstadtkino, dem Titania-Palast, nach, erlebt die „mürben Reize der Farbenwelt“ der Straßen und erzählt in einer Konditorei der gebannt lauschenden Begleiterin, deren sanfte Schönheit er nun entdeckt, lebhaft von Pariser Theaterbesuchen in der Rue Chaptal Montmartre. Die beginnende Liebesbeziehung wird durch die Ankunft Florences abgebrochen.
Nachdem die Mutter einige Zeit keine Nachrichten von ihrem Sohn erhalten hat, durchsucht sie beunruhigt sein Zimmer und findet in einer Schublade von Agnes gestrickte Wollsachen (Erster Teil, III). Sie bespricht sich mit Tiroler, der nach einem Zusammenbruch, als Folge der Auseinandersetzung mit Willy über seine reichen Patienten, im Hospital liegt. Die nächsten Aktionen entstehen aus einem gegenseitigen Missverstehen: Der Psychoanalytiker rät Florence, im Gegensatz zu seiner Theorie, Stephan zurückzuholen, er möchte jedoch, dass die Geliebte diesen Vorschlag ablehnt und bei ihm in New York bleibt. Sie dagegen denkt, der heimlich Geliebte lese die Wünsche ihrer Seele und schicke sie zu ihrem kranken Sohn.
Bei ihrer Ankunft in Frankfurt findet sie im Hotelzimmer Stephans den noch nicht geöffneten Liebesbrief der Tante und deutet ihn als weiteres Alarmsignal, dass ihr Sohn ihr entgleitet (Erster Teil, IV). Florences besucht sogleich die Familie des Erzählers und fährt nach dem Essen mit der Tante zu einem Restaurant in Kronberg, wo sie ihr erklärt, Stephan sei ein kranker Mann und eine Liebesbeziehung dürfe ihn nicht gefährden. Diese verspricht, das Opfer bringen und betet für die Erlösung des Geliebten von seinen seelischen Leiden.
Florence legt daraufhin den gemeinsamen Abreisetermin fest. Ihr Sohn widerspricht ihr nicht, ist jedoch unentschlossen, ob er ihrer Anordnung folgt. Beim Abschiedsbesuch bei Ines trifft er die tot geglaubte Aimée, die in Südfrankreich Eddi Oppermann geheiratet hat und so gerettet wurde. Er flieht wie betäubt aus dem Haus und fliegt ohne Nachricht an die Familie des Erzählers mit seiner Mutter zurück nach New York. So sieht er nicht den Zustand der Tante (Dritter Teil, III), die sich, äußerlich kindlich heiter, geistig verwirrt in ihre Innenwelt eingesponnen hat. Er behält sie als Geliebte, die ihn von der Magie der Agnes befreit hat, in traumhafter Erinnerung.

### Die Familie des Erzählers
Die Ereignisse vor und während des Zweiten Weltkrieges kontrastieren mit der scheinbaren Nachkriegs-Normalität des Erzählers in der zum großen Teil zerstörten Stadt: Aimée Oppermann sieht er gelegentlich, wenn sie ihren Sohn mit dem Auto von der Schule abholt, oder zusammen mit Madame Ines Wafelaert, einer aus Belgien stammenden Freundin Florences, die nach der Bombardierung ihrer Villa in einer Notunterkunft lebt, bei Dichterlesungen Monsignore Erich Eichhorns, zu denen er seine Mutter begleitet (Zweiter Teil, I).
In seinem den Krieg unversehrt überstandenen Elternhaus im Westend erlebt er die Spannung zwischen dem klassisch gebildeten Vater, dessen Vorträge bei seiner Mutter zu einer „Aversion gegen die Bücherwelt“ ihres Mannes führen. Diese wird als katholische „gläubige Rationalistin, die dem Kausalitätsprinzip […] große Ehrfurcht [entgegenbringt]“, charakterisiert. Sie geht aber gewohnheitsmäßig zur Beichte beim Monsignore, obwohl sie eigentlich nichts zu berichten hat als das Naschen vom rheinischen Apfelkraut in der Vorratskammer, der „Stätte einer der vernichtendsten Niederlagen ihrer Moral.“

## Literarische Einordnung
Das Bett ist der erste Roman der Frankfurt-Pentalogie des Schriftstellers. Es folgen im historischen Ablauf: Westend, Eine lange Nacht, Das Blutbuchenfest und Der Mond und das Mädchen.

### Struktur
Die Handlungen konzentrieren sich im Wesentlichen auf zwei Ebenen: Den Frankfurt-Besuch des Protagonisten und die Geschichte der Familie Korn.
- Erster Teil: Agnes
  - Kapitel I: Rückblick: Familiengeschichte des Ich-Erzählers
  - Kapitel II: Besuch Stephan Korns in Frankfurt, sein Regressions-Schlaf bei dem ehemaligen Kindermädchen Agnes. Der Ausflug mit der Familie des Erzählers nach Würzburg, die Bekanntschaft mit der Tante, die sich in ihn verliebt
  - Kapitel III: Rückblick: Situation Florence, Willy und Stephan Korns in New York
  - Kapitel IV: Florence reist nach Frankfurt und wirkt auf die Tante ein, die Beziehung zu ihrem Sohn zu beenden. Diese bringt, um den Geliebten zu retten, das empfohlene Opfer.
- Zweiter Teil: Stephan
  - Kapitel I: Erinnerung des Ich-Erzählers an die Zeit seiner Kommunion bei dem Dichter-Priester Monsignore Eichhorn
  - Kapitel II: Rückblick: Emigrationen vor dem Zweiten Weltkrieg: Die Tochter baltischer Großgrundbesitzer Aimée von Leven flieht von Estland nach Paris, wo sie mit Ines Wafelaert, einer alten Freundin ihrer Eltern, zusammentrifft. Die jüdische Familie Korn, welche nach der Eheschließung in Frankfurt wohnt, verkauft ihr Haus und übersiedelt nach New York.
  - Kapitel III und IV: Stephan und die Tante bringen deren Schreibmaschine zur Reparatur und verlieben sich in einem Café in Bockenheim, wo Korn Theatergeschichten von Paris erzählt, ineinander.
- Dritter Teil: Florence
  - Kapitel I: Rückblick: Die Geschichte der Ehe des Frankfurters Willy Korn mit Florence Gutmann aus der New Yorker Upper-Class. Ihre platonische Liebesbeziehung zu Dr. Tiroler im Zusammenhang mit dessen Therapieversuchen bei Stephan
  - Kapitel II: Rückblick: Stephans Bekanntschaft mit Aimée von Leven in Paris und ihre Affäre in Narbonne während des Zweiten Weltkrieges
  - Kapitel III: Stephans Unentschlossenheit, nach New York zurückzukehren, seine überstürzte Abreise, nachdem er auf Aimée Oppermann trifft, ohne Abschied von der geistig verwirrten Tante

### Realität und Phantasie
Im Nachwort der überarbeiteten Ausgabe erklärt der Autor seinen Erstling als Werk der Erinnerung autobiographischer verdichteter und dadurch metaphorisch veränderter Erlebnisse. Dieser Spannung zwischen Dichtung und Wahrheit entsprechend bekennt der Ich-Erzähler: „Ich war ein Tagträumer, und wenn ich erst einmal eine unbestimmte Empfindung hatte, […] so ergänzte ich mir in flüchtigen Bildern, was mir zur Erklärung meiner Empfindung fehlte.“ „Als ich in späteren Jahren jedoch begann, die Menschen in meiner Umgebung mit anderen Augen anzusehen, stellte ich mit Verwunderung fest, dass die Phantasien und Wünsche, die ich in bezug auf andere zu entfalten begann, eine Wurzel hatten, die ich längst kannte.“ So erfindet er zu ausgestopften Eichhörnchen, die er bei sonntäglichen Ausflügen mit den Eltern in einem Wirtshaus gesehen hat, die Geschichte der sieben Eichhörnchen von Ephesus, inspiriert durch die Siebenschläferlegende, oder er träumt von den nächtlichen Abenteuern mit seinem Bären.
Solche Überlagerungen erlebt auch der kleine Stephan Korn: Die archaische Geschichte der Selbstjustiz von Agnes’ Tante, die dem untreuen Konrad einen vergifteten Pflaumenkuchen zu essen gibt, hinterlässt einen bleibenden lebendigen Eindruck in seiner Seele als von der „Zauberin, […] die Gewalt über Leben und Tod in ihren Händen“ hält, auch „[z]u einer Zeit, in der sich der vergessliche Stephan schon lange nicht mehr an die Erzählung der Agnes erinnert[].“ Ebenso ist sich Korn in Frankfurt bei seinen Erinnerungsversuchen bewusst, dass die „Ereignisse in Frankreich“ „ohnehin nicht mehr zu rekonstruieren[]“ sind.
An anderer Stelle wird erläutert: „Damit eine Erzählung nicht nur unterhält, sondern darüber hinaus betroffen macht und unsere Sicherheit erschüttert, muß sie Elemente enthalten, die sie unmittelbar mit unserem alltäglichen Gedankenleben verbindet, so weit sie die Hörer sonst auch in die entrücktesten Regionen des Fiktiven entführen mag.“

### Erzählform
Den Rahmen für dieses Erzählprinzip der Erinnerung bilden die Kapitel des Ich-Erzählers, des Sohnes einer mit Stephan Korn befreundeten Frankfurter Familie (Erster Teil, I, II und teilweise IV. Zweiter Teil, I, teilweise II), der die Zeit seiner Kindheit, als der Amerikaner zu Besuch war und sich in seine Tante verliebte, nachzuvollziehen versucht.
Von dieser Perspektive aus öffnen sich immer wieder neue Fenster für die Aktionen und Reminiszenzen der Protagonisten: Rückblicke unterbrechen den Erzählfluss. In einer Mischung aus Personaler Erzählform mit wechselnden Blicken Stephans, Florences (Erster Teil, III und IV), aber auch Willys, Tirolers, des Museumsdirektors, der Tante, Aimées (Zweiter Teil, II), Ines (Zweiter Teil, II) usw., oszillierend mit auktorialen Einordnungen und Zusätzen, werden die Handlungen präsentiert. D. h. die Rahmenhandlung und die historischen Abläufe erweitern sich um die Sicht der Innenwelt beispielsweise Florences, Willys, Tirolers, Stephans oder Ines'.
Bei Rückblicken bzw. Ortswechseln wird der Leser oft durch die Handlung geführt: „Später erzählte Florence ihrer Freundin […]“, „[k]eine Brücke führte also […]“ wieder zurück zu Agnes: die Wurzeln liegen „im Vegetativen“. Man erhält Informationen über Landschaften, z. B. über den Westerwald, und die Historie: „Inzwischen waren die großen Städte entstanden.“ Ebenso hilft ein auktorialer Erzähler bei Reflexionen über die Handlungsweise der Figuren: „Wie hätte auf Florence die Geschichte gewirkt“, „wie sehr wir in der Wahrnehmung das Opfer unserer Stimmungen sind“, „[e]in weiterer Grund für die Einprägsamkeit des […] Dorfes muß seine Hässlichkeit gewesen sein“, „[d]zu paßte durchaus, dass Agnes […]“.
Entsprechend dem oben beschriebenen polyphonen Verfahren sind hier ebenfalls die Sichtweisen der Mutter oder der Tante eingeblendet. Dies geschieht nicht in strenger Trennung: Formulierungen des Ich-Erzählers infiltrieren auch in andere Kapitel, so wird von der Tante, unabhängig von der jeweiligen Erzählperspektive immer als „meiner Tante“ gesprochen. Ebenso findet man in diesen Kontexten eingeschobene Passagen über „unser[] Westend[]“, wo auch „unsere Wohnung“ liegt.
So laufen die personalen Konstellationen sowie die verschiedenen Erzählstränge in einer Mischung von Realität und Phantasie bei den Rekonstruktionen immer wieder in der Rahmenhandlung zusammen: „Der Kampf, den die verschiedenen Wirklichkeiten, die ich wahrnahm, um die Approbation durch meine Vernunft führten, schwankte lange unentschieden hin und her. Noch vermischten sich die Sphären, ohne sich zu stören, so dass mir die Welt der Verkehrsampeln und Zahnärzte […] mühelos mit den überall lauernden Dämonen und den Zauberkräften meines Bären verschmolz. Es war ein neuer Aspekt, dass mein Bär und Stephan so viele Ähnlichkeiten besitzen sollten.“

## Historischer Hintergrund
Das Bett thematisiert die Zeit der NS-Diktatur und der Judenverfolgung. Im Mittelpunkt der Romanhandlung steht das Emigrantenschicksal der Familie Korn, ergänzt durch das der Baltin Aimée von Levens während Zweiten Weltkrieges in Frankreich zur Zeit des Vichy-Regimes.
Die Lebenswege der Protagonisten werden in der Nachkriegszeit zusammengeführt und mit den Erinnerungen des Sohnes einer Frankfurter Familie verwoben. Aus der Perspektive des Kindes entsteht ein im Vergleich zu den Vorgängen der Vergangenheit bizarres, märchenhaftes Bild seiner Umwelt. Politisch-historische Erörterungen bzw. Verarbeitungen, die sich durch den Besuch Stephan Korns eigentlich ergeben müssten, werden verschwiegen oder sind für den Erzähler zumindest nicht wahrnehmbar: Seine Mutter geht nur aus Gewohnheit regelmäßig zur Beichte, hat jedoch im privaten Bereich keine Sünden zu bekennen.
Auf die passive Widerstandshaltung in Frankfurt, die Innere Emigration, in der Hitlerzeit könnte ein magischer Zirkel anspielen, der sich mit Methoden der Geister- und Totenbeschwörung beschäftigt. In ihren geheimnisvollen Privatissima beim Monsignore befragt Ines, „weniger […] aus einem Haß gegen Hitler heraus, sondern wohl hauptsächlich, weil sie die spirituellen Formen der Beeinflussung auf die Probe stellen [will]“, diesen darüber, ob durch Beschwörungen die politischen Verhältnisse verändert werden können und ein „Attentat des Willens“ einen Diktator zu töten vermag. Eichhorn vertritt die Auffassung, „daß die Willenskraft, wenn sie genügend ausgebildet ist, geradezu körperlich verdichtet auftreten kann.“ Relativiert wird die Ernsthaftigkeit solcher Überlegungen durch die Erklärungen des Geistlichen, dass es sich „um rein theoretische Probleme“ handele, „die ihm aus der Literatur in ihrem schillernden Für und Wider zu genau bekannt seien, um durch praktische Erprobung zu gewinnen, da die außerordentlichen Gefahren solcher Übungen im Grunde ihre Anwendung bereits regelmäßig verböten.“ Eine weitere Einschränkung der Umsetzung im politischen Kampf liegt darin, dass die Weisheiten Eichhorns „nur in der Gegenwart des großen Meisters sichtbar und greifbar wurden, in der Trivialität der materiellen Welt jedoch zur Unsichtbarkeit verblassten.“
Diese Affinität zum Irrationalen, verbunden mit einem Realitätsverlust, findet man in der Familie der Mutter des Erzählers im mehrfach auftretenden Motiv des Wahnsinns gesteigert: im seine Kupferstichsammlung zerschnipselnden Großvater, im Rückzug der Tante in ihre Traumwelt, ihrer Form der inneren Emigration, aber auch in den Phantasien der zeitweilig im Haus wohnenden geisteskranken Genofefa Hauff.

## Analyse personaler Beziehungen

### Agnes – Stephan – Florence
Dr. Tiroler diagnostiziert Stephan Korns Entwicklungsprobleme als vampirhafte Mutterfixierung des Sohnes, aus der er Florence befreien will, und seinen Frankreichaufenthalt als persönliche Auseinandersetzung mit Hitler, als seinen existentiellen Kampf gegen den Diktator und die Judenverfolgung.
Stephan selbst sieht dies in seiner Reflexion viel bescheidener: „Was war er denn schließlich? […] ein Mensch ohne eigentliche Vorlieben, ohne Eifer, ohne Schmerzen, ohne Leidenschaften. […] Es war erstaunlich, dass die Erde in einem Jahrhundert der Katastrophen und der apokalyptischen Schrecken ein solches Menschenwesen noch auf der Kruste duldete […] einen Menschen, der sich um das Unrecht überall auch dann nicht scherte, wenn er selbst davon gestreift wurde, und der zu allem nicht einmal zur Kenntnis nahm, dass er allein die Verkettung unverdient glücklicher Zufälle war, die ihn davor behütete, ein Opfer der großen Verfolgung zu werden.“
In ironischer Umkehr von Tirolers Theorien scheint seine Bindungsunfähigkeit und Lethargie eher Folge einer Entwurzelung, gemischt mit persönlichen, vom verständnisvollen Vater weitergegebenen Charakterzügen zu sein. Seiner Flucht in das Bett der Kinderfrau geht folgender typischer symbiotischer Frankfurter Dialog voraus: „Ei, Herr Stephan […] Biste wieder da? […] Und?“ – „Net so gut“ – Willste dich ein bisschen hinlegen? – „es wär, glaub ich, besser“. Stephan schläft nun täglich warm eingepackt bei Agnes, die einst für das Kleinkind die Mutterrolle in den täglichen elementaren Verrichtungen übernommen hat und, im Gegensatz zu Florence, keine Besitzansprüche verfolgt.
Frau Korn dagegen ist von der elitären Vorstellung besessen, dass es für ihren Sohn, als Spross, wie sie selbst, einer Elitefamilie, keine gleichwertige Ehefrau gebe. Sie wäre also, vergleichbar mit einer Pharaoehe, theoretisch seine einzig mögliche adäquate Option. Deshalb erreicht sie Tirolers Mutter-Sohn-Trennungsvorschlag nur verstandesmäßig, emotional fühlt sie sich mit Stephan identisch und ist eigentlich nicht an einer Änderung der Situation interessiert. Dieser dagegen hält vor ihr nicht nur seine Vogelfreiheit in Frankreich und seine Schlafabenteuer geheim: Florence weiß eigentlich von ihrem Sohn nicht viel, sie ist nur über seine Affären mit verheirateten Frauen informiert, die sie nicht beunruhigen. Auch Agnes nimmt sie, im Unterschied zum Psychoanalytiker, als Gegenpol nicht ernst. Doch der Liebesbrief der Tante erfordert, wie sie instinktiv spürt, ihr Einschreiten, denn sie fürchtet durch die „Genesung“ in Form einer jungen Frau die vermeintliche Bindung ihres Sohnes an sie zu verlieren.

### Stephan und die Tante des Erzählers

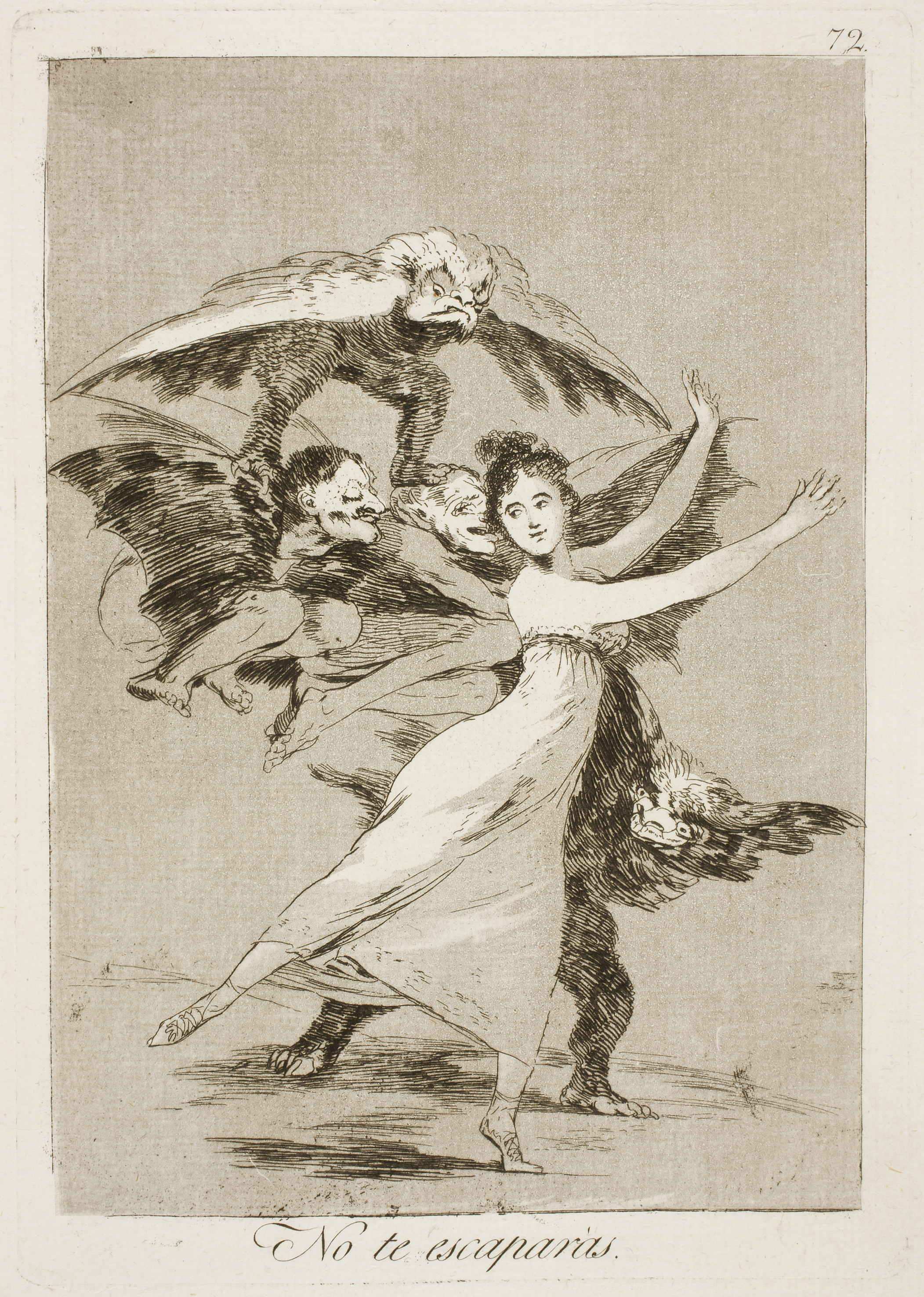
No te escaparás (Goya). „Stephan wusste nicht, daß ihre [der Tante] ihm so köstlich erscheinende sinnliche Wut sich ein ganzes Leben lang ausschließlich gegen sie selbst gerichtet hatte. Sie war bereits verloren, als sie Stephan kennenlernte, denn sie hatte sich längst beinahe vollständig aufgezehrt, es war nur eine Fassade übriggeblieben, die darauf wartete, bei der geringsten Erschütterung einzustürzen.“

Die Beziehung zur Lehrerin könnte für Stephan eine Wende seines Privatlebens bedeuten. Das Liebesabenteuer mit Aimée war für ihn schnell lösbar, als er die ihm verwandte Egozentrik der Geliebten erkannte. Die Tante des Erzählers ist dagegen in ihrer kindlichen Lebensunerfahrenheit die Verkörperung der Selbstlosigkeit und opferbereiten Hingabe. Die rührende Hilflosigkeit dieser Beziehung symbolisiert der Hutfang im Wind vor dem Brunnen mit der sitzenden Statue Walthers von der Vogelweide auf dem leeren Platz vor der durch Bomben zerstörten Würzburger Residenz. Die Tante lebt „hinter einem so hohen Wall von Naivität“, dass ihre Faszination vom Gast aus Amerika für jeden erkennbar ist, bevor sie sich dessen bewusst ist: „Der einzige Mensch, dem sie sich je verborgen hatte, war sie selbst.“
Florence erfasst sofort beim Lesen des Briefes die Gefahr, dass ihr Sohn einer Sozialromantikerin verfallen könnte, anstatt wie bisher gelegentlich mit Damen ihrer Gesellschaft zu verkehren. Im Grunde ist Stephan durch seine Ich-Bezogenheit nicht wirklich beziehungsfähig, wie sein Spiegel-Zwiegespräch mit sich selbst über 35–45-jährige Frauen demonstriert. Anfangs ist ihm die Tante zu unkokett, zu wenig rätselhaft. Während seines Spaziergang durch Bockenheim erblickt er in ihr die Bescheidenheit einer Nonne, „ihre[] ganze[] unbeholfene[] Verzweiflung […], ihre schüchterne Neigung, ihr graues Leben“ und „[e]s [kommt] ihm plötzlich der Gedanke, dass er dazu berufen sein könne, in diese armselige Existenz ein wenig Glanz zu bringen, über dieser karstigen Küste seine Sonne aufgehen zu lassen und sie mit einem Überfluß an Wärme zu bestrahlen.“ Im Café sieht er sie in ihrer bisher versteckten Schönheit, er entdeckt ihren »Verlust der Mitte« und ihre Bereitschaft, „[ihm] zu folgen.“
Für Stephan bedeutet das eine neue Liebeserfahrung: Bisher hatte er sowohl seine Affären wie auch seine Träume unter Kontrolle: „[Doch jetzt] erlebte [er] mit Schrecken, dass sich plötzlich ein anderes Gesicht vor das meiner Tante schob. Es hatte einen entsetzten Ausdruck, Angst stand in seinen Zügen, und aus dem rechten Winkel des schönen Mundes sickerte ein wundervoll gefärbter Streifen Blut. Stephan schloß die Augen und wischte das Bild mit Entschlossenheit weg.“
Obwohl Stephan weiß, dass Florence die gemeinsame Abreise vorbereitet, glaubt er nicht daran, Frankfurt zu verlassen, widerspricht aber auch nicht und verdrängt in seiner traumhaften Passivität die Aktionen der Mutter. So reist er, geschockt vom Auftauchen Aimées, mit dem Phantasiebild der erträumten Geliebten ab.
Von dem seelischen Zustand der Tante erfährt er nichts. Er hätte ihr in ihrer Schwäche vermutlich auch nicht beistehen können: „Wer Stephans Charakter mit Skepsis betrachtete, musste um seine Standhaftigkeit im Fall einer Begegnung mit meiner dermaßen veränderten Tante bangen. Es ist nicht sicher, ob er ihr zur Seite gestanden hätte […]. Er suchte ein einzigartiges Abenteuer, ein Leben, das im weitesten Sinne seinen Fliegerplänen entsprochen hätte, das Leben des neuen und des wahren Stephan, aber nicht eine Stellung als Krankenwärter einer verrückt gewordenen Französischlehrerin. Daran hätte auch nicht geändert, dass es ja die Geschichte ihrer Liebe zu ihm war, das Verhalten seiner Mutter, aber auch sein eigenes, welches sie sich so zu Herzen genommen hatte, bis ihr Herz sich rettete und sich gegen das Unglück unempfindlich machte.“
So endet die Frankfurt-Reise in die Vergangenheit mit dem grotesken Ergebnis, dass die Liebe zur Tante Stephan aus seiner Regressionsphase bei Agnes befreit, das tragische Ende aber seine Bindung an Florence festigt und die Emigration der Korns nach New York abschließt.

## Rezeption
In einem Zeitungsinterview mit Martin Mosebach aus dem Jahr 2007 wird die frühe Rezeptionsgeschichte dargestellt. Wie andere vor der Verleihung des Büchner-Preises veröffentlichten Werke nahm die Literaturkritik Das Bett, von wenigen lobenden Bewertungen abgesehen, kaum wahr oder kritisierte die Sprache als Erzählstil der vorletzten Jahrhundertwende und die Einstellung des Autors zur Tradition als „Rückwärtsgewandtheit“. Ähnliche Bewertungen findet man auch bei den späteren Publikationen im in dieser Frage gespaltenen Feuilleton.
Mosebach wendet sich gegen diese Ortsbestimmung, sie beruhe auf „Missverständnissen“, reaktionär sei er nicht politisch, sondern, im Sinne des kolumbianischen Philosophen und Aphoristikers Nicolás Gómez Dávila, in einem „Glauben an die Erbsünde, die Imperfektibilität des Menschen, die Unmöglichkeit, das Paradies auf Erden zu schaffen“, im Übrigen könnten sich „[r]eaktionäre und revolutionäre Standpunkte […] berühren“, wie bei Büchner. Seine Beschäftigung mit der Nachkriegszeit und den 50er Jahren rechtfertigt er damit, es sei „künstlerisch eines der produktivsten Jahrzehnte überhaupt gewesen.“
Mit steigendem Bekanntheitsgrad verlegte man die vergriffenen frühen Werke neu. Nun würdigen Rezensionen zunehmend die Frankfurt-Romane als Hauptwerk, erkennen die sprachliche Virtuosität des „poeta doctus, […] schreibende[n] Denker[s], […] Kunstkritiker[s] von hohem Rang“ an und loben Mosebach als den zur Zeit vielleicht bedeutendsten Vertreter des Gesellschaftsromans, der Themen wie Tradition und Fortschritt oder die Suche der Menschen nach kultureller Orientierung im Kontext unserer Zeit aufgreife und im Spektrum der deutschen Literatur unangepasst seine Position vertrete.